# Zwartzusters Pamele
Die Kongregation der Zwarte Zusters van Pamele war eine der vielen Gemeinschaften der Zwartzusters in Belgien.
Das Kloster wurde im 13. Jahrhundert gegründet. Die Schwestern widmeten sich neben der Krankenpflege auch noch dem "Lehrdienst", für das Jahr 1684 ist auch eine Brauerei belegt. Zeigt uns ein Bildnis aus dem Jahre 1698 15 Schwestern, so zählte das Kloster 1795 14 Schwestern und drei Dienstmägde. Später schlossen sich ihnen auch die Schwestern aus dem 1796 aufgehobenen Kloster von Oudenarde an.
1830 wurde ein Filialkloster in Kortrijk gegründet und im Jahre 1859 wurde die Kongregation der Soeurs de Charité de Notre-Dame de Bonne-Espérance in Binche durch eine Professschwester dieses Klosters, Schwester Maria Sabina Vandermeirsch, gegründet. 1869 erhielt die Gemeinschaft durch den Bischof von Gent neue Statuten. Am 27. Juli 1930 aggregierte sich die Genossenschaft bischöflichen Rechtes dem Augustinerorden. 1949 zählte die Gemeinschaft 14 Mitglieder, wovon die beiden jüngsten jedoch bald zu den Zwartzusters van Dendermonde übertreten sollten, so dass 1954 die jüngste der 12 Schwestern 54 und die älteste 89 Jahre zählte. Im selbigen Jahr baten die Schwestern den Apostolischen Stuhl um die Genehmigung mit der Kongregation von Dendermonde vereinigt zu werden. Nach erfolgter Zustimmung, am 3. Mai 1954, wurde die Vereinigung am 17. Mai des gleichen Jahres vollzogen.
Der Konvent wurde 1973 aufgehoben und an das Kloster an die Pfarrei übergeben. Die letzten beiden Schwestern siedelten in die H. – Hartkliniek über, wo sie mit weiteren Schwestern der Kongregation von Dendermonde einen neuen Konvent bildeten. Mit Schwester Paula verstarb im Jahre 1983 die letzte Schwester der ehemaligen Kongregation von Oudenaarde.